# Linienplanung
Als Linienplanung bezeichnet man die Linienbestimmung von Verkehrsangeboten. Sie wird im Öffentlichen Verkehr, im Luftverkehr und in der Schifffahrt angewendet.

## Definition
Nach Werner Weigand wird Linienplanung im Öffentlichen Verkehr als  „(…) das Entwickeln eines öffentlichen, vertakteten, im Linienverkehr betriebenen nachfrageorientierten Verkehrsangebots für eine abzugrenzende Region verstanden. Ziel der Planung ist es, ein entsprechend den definierten Zielvorstellungen optimales Verkehrsangebot zu entwerfen.“

## Stellung in der Angebotsgestaltung
Die Linienplanung ist nach der Netzplanung in der Regel der zweite Schritt bei der Gestaltung des Verkehrsangebotes. Nachdem das Streckennetz festgelegt ist, werden bei diesem Schritt Anzahl und Gestaltung der Linien bestimmt. In weiteren Schritten wird darauf aufbauend der Fahrplan, der Umlaufplan und der Dienstplan erstellt. Die Linienplanung wird in der Regel nur in größeren Zeitabständen durchgeführt, während die ihr nachgeordneten Schritte deutlich häufiger durchgeführt werden.

## Ziele
Die bei der Linienplanung beachteten Ziele sind zum einen betrieblicher und zum anderen fahrgastorientierter Natur. Es wird zum einen betrieblich versucht, die Aufwände für das Verkehrsunternehmen so gering wie möglich zu halten, zum anderen wird versucht den Nutzen für den Fahrgast zu maximieren. So können Umsteigeströme und der Direktfahreranteil beachtet werden. Es kann auf eine gleichmäßige Linienbelastung und die Reisezeit sowie die Umsteigebeziehungen an den Knoten geachtet werden.

## Umlegung der Fahrgastströme
Bei der Planung sind die einzelnen verkehrenden Verkehrsströme in der Regel nicht bekannt. Daher müssen sie prognostiziert werden. Dies geschieht meist über die reisezeitoptimale oder die umsteigeoptimale Route.

## Verfahren
Ein Verfahren der Linienplanung ist das Basislinienverfahren, bei dem das Liniennetz aus Basislinien zusammengesetzt wird. Diese bestehen aus allen Kombinationen von jeweils zwei in einen Knoten einlaufende Kanten des Liniennetzgraphen. Diese repräsentieren die über den Knoten führenden Verkehrsströme. Aus allen sich hieraus ergebenden Möglichkeiten kann durch mathematische Optimierung ein Liniennetz gebildet werden, dass die Randbedingungen (z. B. Kapazitäten der Verkehrswege) einhält und die Zielfunktion (z. B. Maximierung der Direktfahrer) am besten erfüllt.